# Ofaqim
 (octobre 2021).
Si vous disposez d'ouvrages ou d'articles de référence ou si vous connaissez des sites web de qualité traitant du thème abordé ici, merci de compléter l'article en donnant les références utiles à sa vérifiabilité et en les liant à la section « Notes et références ».
Ofaqim (אופקים; aussi orthographié Ofakim signifie "horizons") est une ville située dans le district Sud d'Israël,

## Population
En 2022 la ville compte 34 117 habitants.

## Géographie
La ville est située à 20 km légèrement au nord-ouest de Beer-Sheva.
À l'est d'Ofakim se trouve une réserve naturelle (Ofaqim River Nature Reserve) ainsi que plusieurs vestiges intéressants et un mémorial :
- un pont ferroviaire qui n'a jamais servi sur la rivière Patish construit par les ottomans en 1914-1915. Il est utilisé aujourd'hui pour le passage d'un aqueduc.
- une citadelle ottomane construite en 1894 et une grotte
- les ruines de Patish פַּטִּישׁ et de Raqiq רָקִיק
- Be'er (Puits) Mano'ah באר מנוח et Ruines de Mano'ah (he)
- Le Mémorial Sayeret Shaked (סיירת שקד (he)) ancienne unité d'élite de Tsahal dissoute en 1979.

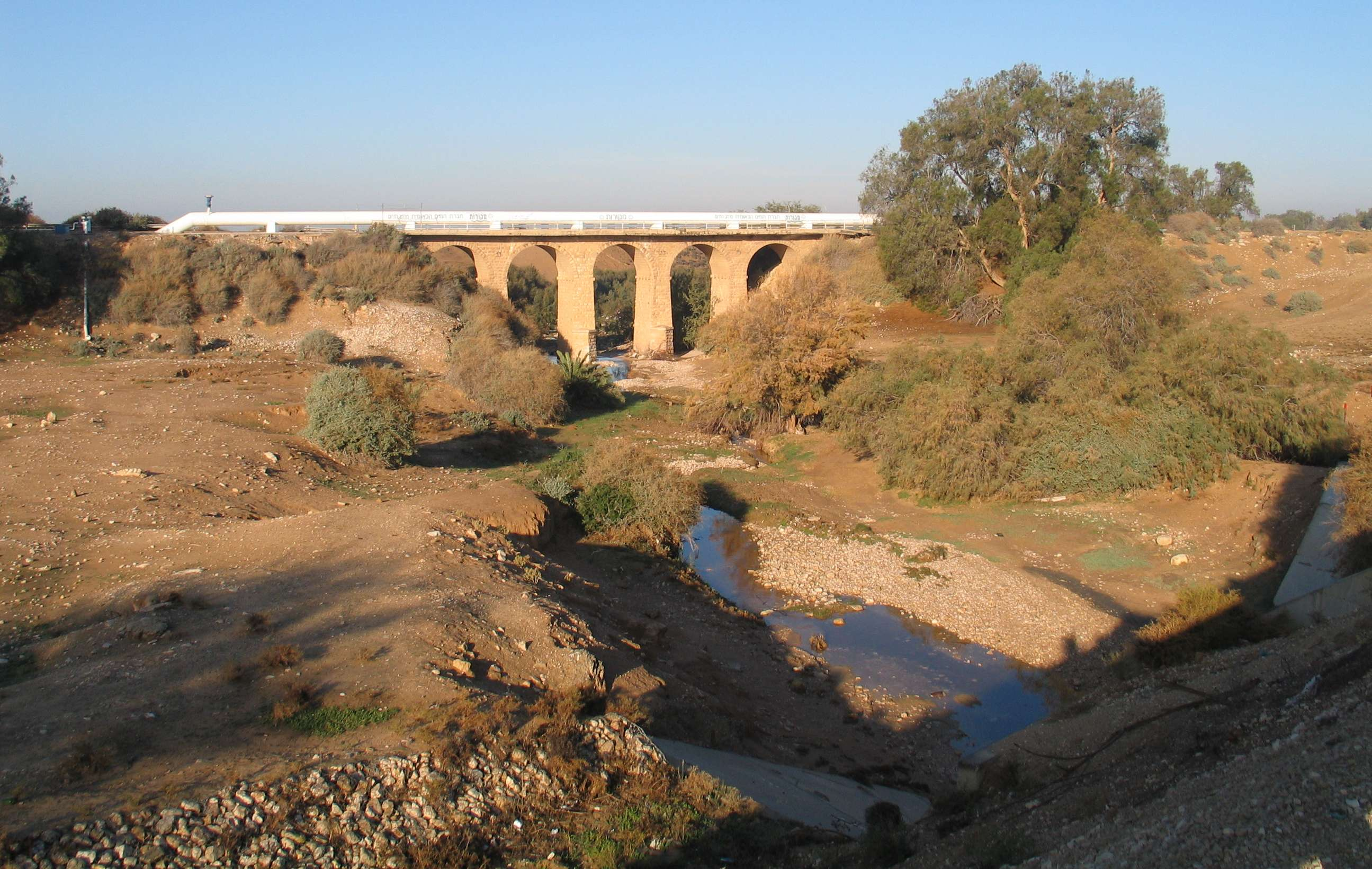
Le pont sur la Patish
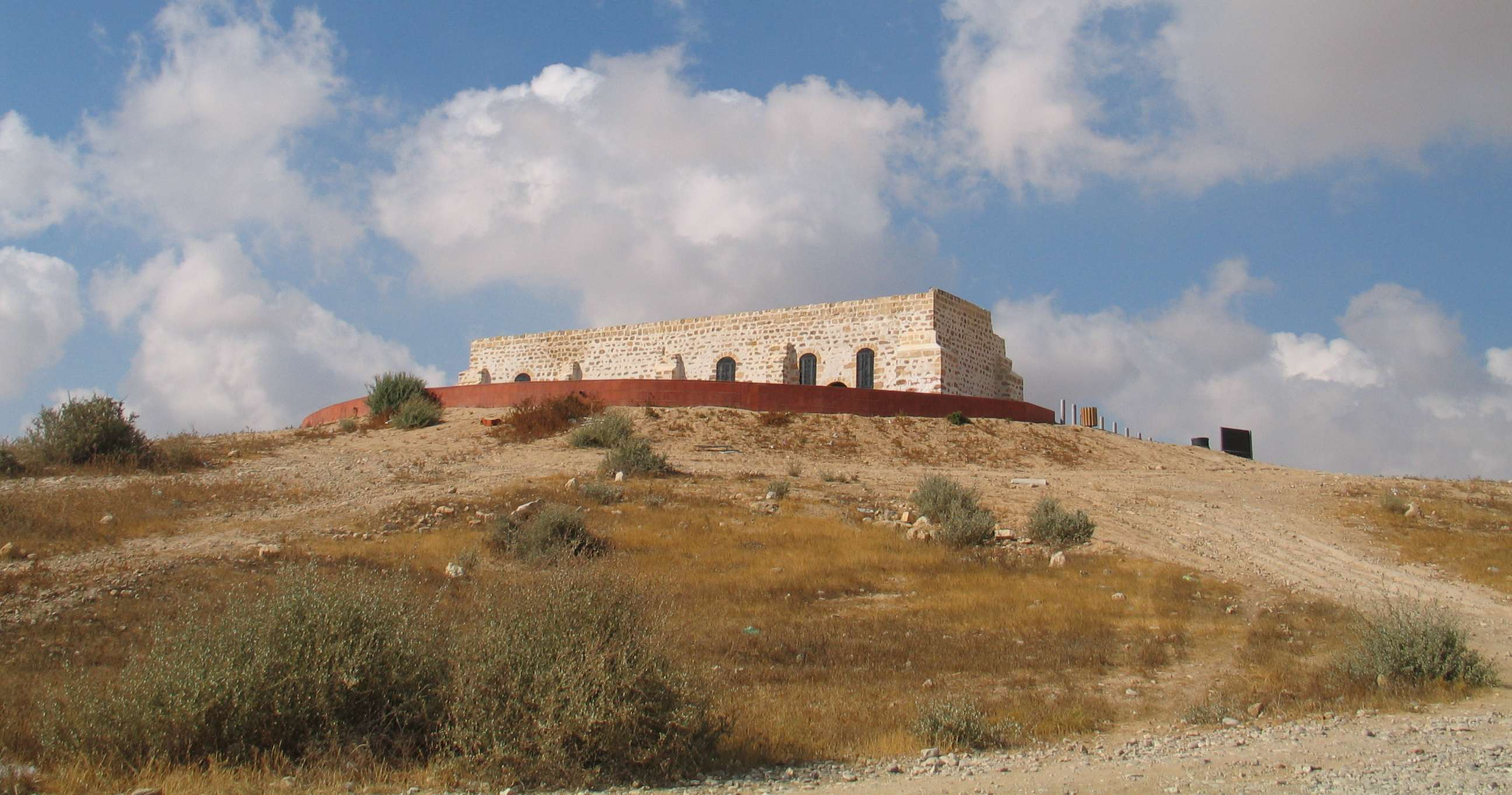
la forteresse
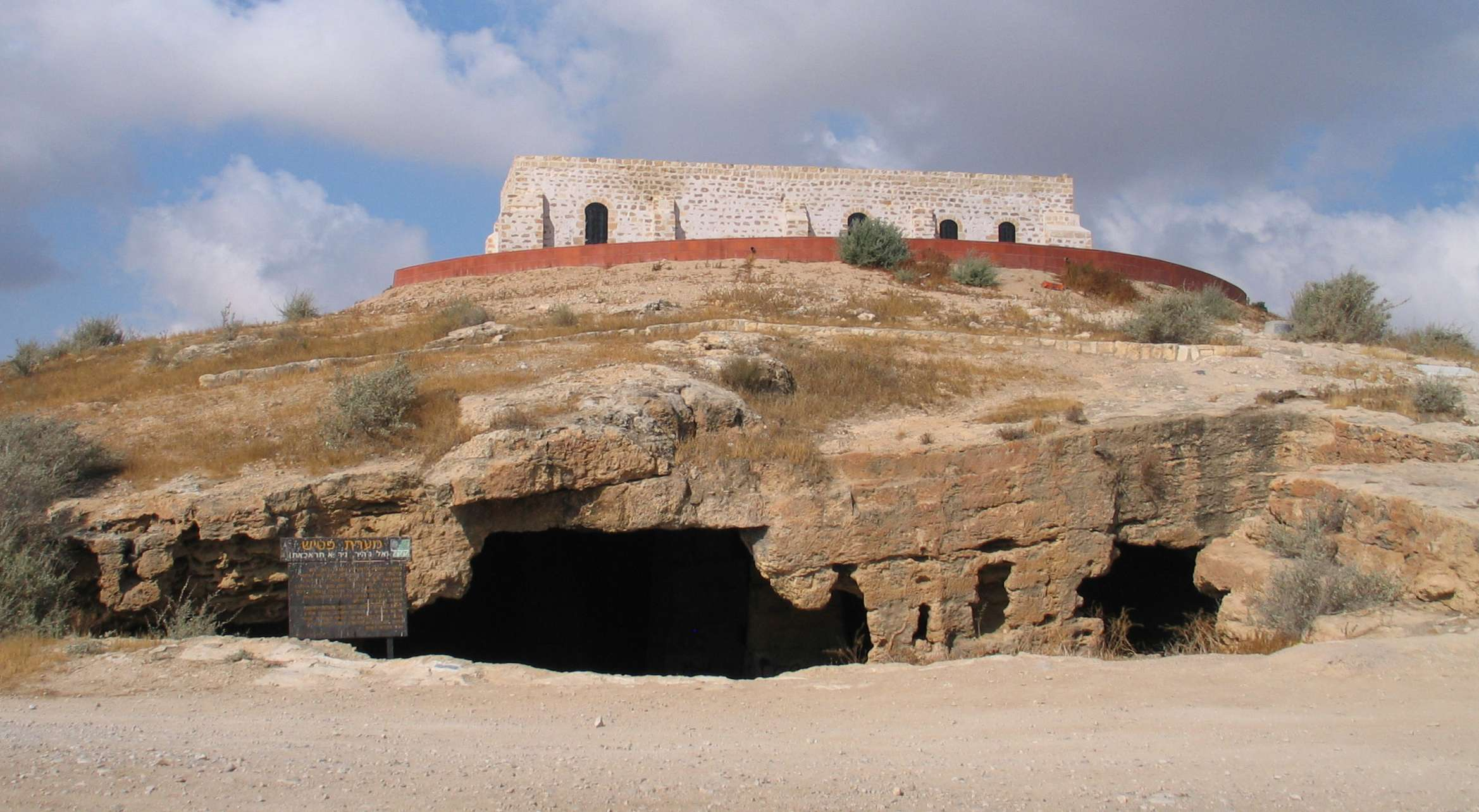
la forteresse et la caverne de Patish
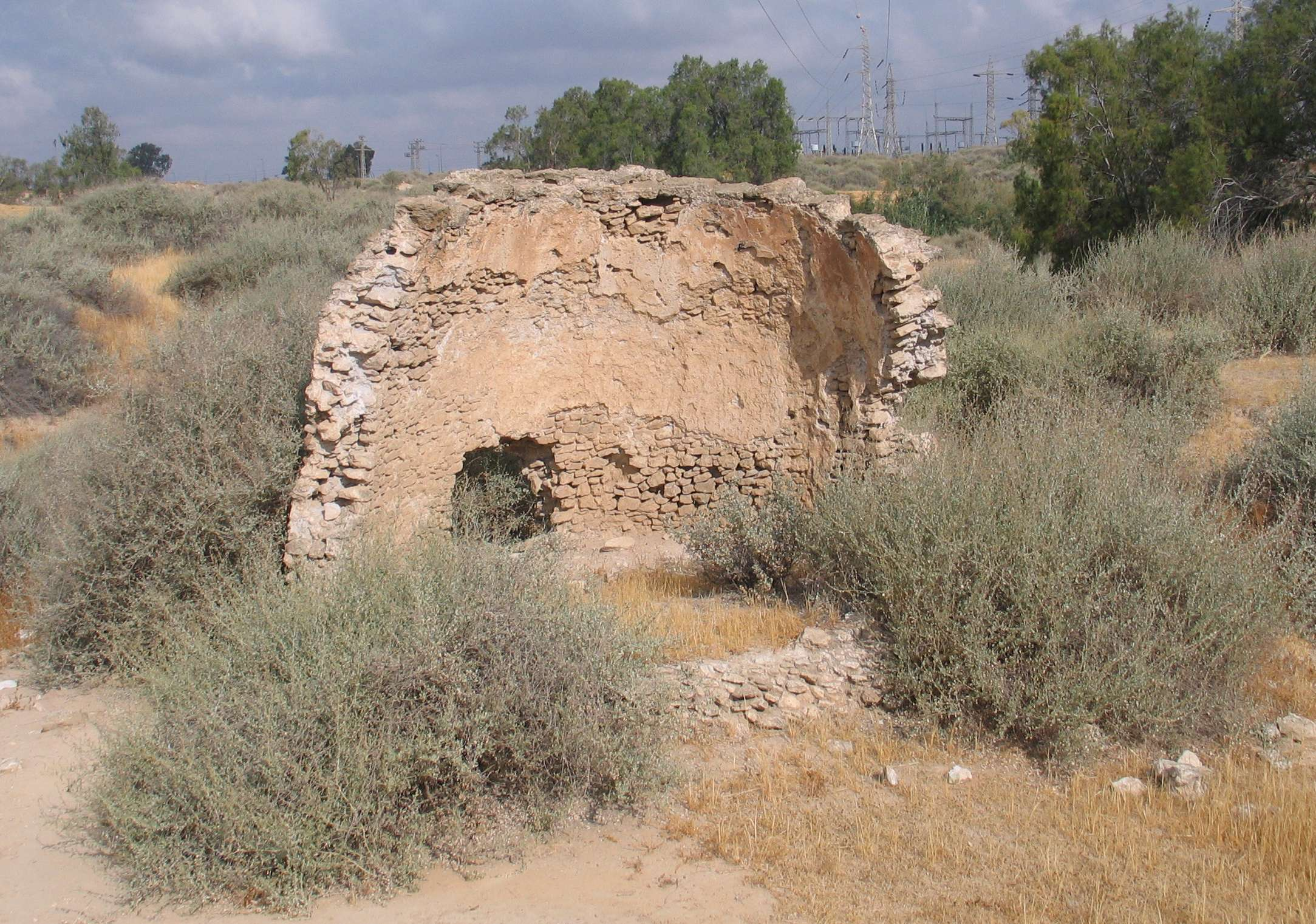
les ruines

## Communautés
Elle compte une communauté de juifs d'origine sefarad et ashkenaz .

## Culture populaire
La ville est le cadre du film d'Itai Lev Petits Héros (Titre original : גיבורים קטנים, Giborim Ktanim). Année de production : 2006, sorti en France le 26 mars 2008.

## Espaces verts
Ofakim est immergé dans la verdure et possède des grands espaces et des parcs.
- Au cours de ces années, la ville a commencé à se développer après une stagnation démographique, un "centre de jeunesse" y a été construit qui comprend un café et un cinéma, ainsi que des milliers de nouveaux logements et centres commerciaux et d'emploi.
- En janvier 2016, la gare d'Ofakim a ouvert ses portes. La gare fait partie de la ligne ferroviaire Ashkelon-Beer Sheva. L'ouverture de la gare a raccourci les temps de trajet entre Ofakim et tel aviv .
- Ofakim a bénéficié d'une demande assez élevée ces dernières années, provenant principalement de Be'er Sheva et des environs grâce aux prix et aux avantages fiscaux.

## Éducation
"Regavim" a été choisi pour être l'une des 20 écoles du pays dans le cadre du programme de planification et de construction et des établissements de construction dans le cadre du ministère de l'Éducation, l'administration du développement des institutions d'éducation et d'apprentissage pour le XXIe siècle.
La décision de construire une école qui traitera de l'agriculture urbaine a créé une coopération spéciale entre la municipalité de ofaquim et la branche du Sud de l'Institut volcanique, impliquée dans deux plaines, pédagogiques et techniques. Sur le niveau pédagogique, l'Institut soutiendra les enseignants qui apprendront à l'école et participeront à la construction d'éducateurs et d'un plan technique aidera à caractériser les différents systèmes d'aménagement paysager et d'irrigation. Il comprendra 18 salles de classe, trois dans chaque couche et dans lequel 6 classes combinant une classe de jardin avec une première année. Parmi les salles de classe et le balcon périphérique de l'aménagement paysager construiront un Vitrina pour permettre une attitude directe et directe d'enfants de classe à leurs cultures. Sur le toit du bâtiment, des serres et des laboratoires soutiendront l'activité de jardinage, les zones supplémentaires seront également disposées à l'agriculture, en plus des cours d'une jeune division et de zones de jeu et de sports.
- 50 jardins d'enfants (école publique, filières Mamad et Haredi ulta -ortodox ) et 22 écoles, qui sont accessibles aux élèves dès l'âge de 3 ans jusqu'à la fin de la douzième année et offrent un système stimulant pour l'excellence à tous les niveaux. Notre système éducatif est basé sur une équipe pédagogique qui combine les directeurs, les enseignants, le personnel agricole et administratif, les équipes de travail pédagogique, et ensemble ils forment une équipe de praticiens de l'éducation de premier ordre.
- Les diplômés du système éducatif d'Ofakim seront équipés des outils nécessaires pour s'intégrer avec succès dans des filières de qualité à tsal et dans les universités.

## Transports

### Autobus
Dan dans le sud exploite 5 lignes internes dans la ville qui partent de la gare vers la ville, , et exploite un service municipal et interurbain vers Beer Sheva, Tifrah, le Conseil régional d'Eshkol, Lehavim, Ashkelon et Ashdod. Galim exploite des lignes vers Jérusalem et Bnei Brak, et Metropolin exploite des lignes vers Tel Aviv-Yafo, Rehovot et Dimona. Également le week-end et les jours fériés, il existe des lignes exploitées par les compagnies Dan dans le sud et des lignes vers les villes ultra-orthodoxes de Beitar Illit, Modi'in Illit, Elad et Beit Shemesh.
Dan dans le sud exploite 5 lignes internes dans la ville qui partent de la gare vers la ville, mais ne sont pas définies comme des lignes électriques, et exploite un service municipal et interurbain vers Beer Sheva, Tifrah, le Conseil régional d'Eshkol, Lehavim, Ashkelon et Ashdod. Galim exploite des lignes vers Jérusalem et Bnei Brak, et Metropolin exploite des lignes vers Tel Aviv-Yafo, Rehovot et Dimona. Également le week-end et les jours fériés, il existe des lignes exploitées par les compagnies Dan dans le sud et des lignes vers les villes ultra-orthodoxes de Beitar Illit, Modi'in Illit, Elad et Beit Shemesh.

### Train
La gare d'Ofakim dessert la ville dans le cadre du chemin de fer Ashkelon - Beer Sheva.

## Jumelages
- Sucy-en-Brie (France) depuis 1987